# Chris Snyder
Christopher Ryan "Chris" Snyder, född den 12 februari 1981 i Houston i Texas, är en amerikansk före detta professionell basebollspelare som spelade tio säsonger i Major League Baseball (MLB) 2004–2013. Snyder var catcher.
Snyder var duktig defensivt och har MLB-rekordet i högst fielding % av alla catchers i MLB:s historia som spelat minst 500 matcher.

## Karriär

### College
Snyder draftades redan 1999 av Seattle Mariners direkt efter high school, men valde att studera vid University of Houston i stället. Under sin tredje och sista säsong där hade han fram till MLB:s draft i juni ett slaggenomsnitt på 0,335 med 14 homeruns och 68 RBI:s (inslagna poäng) och hade hjälpt laget till en plats bland de 16 bästa i landet. Han spelade för USA:s landslag 2001.

### Major League Baseball

#### Arizona Diamondbacks

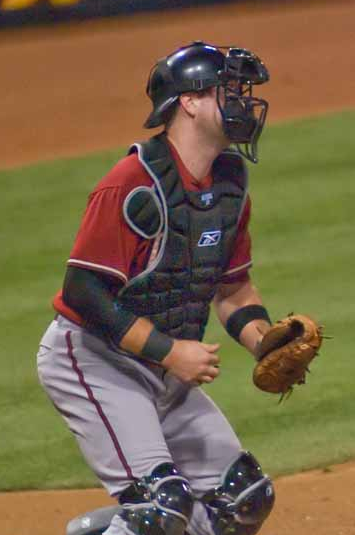
Snyder i Arizona Diamondbacks dräkt 2007.

Snyder draftades för andra gången av Arizona Diamondbacks 2002 som 68:e spelare totalt och redan samma år gjorde han proffsdebut i Diamondbacks farmarklubbssystem. Han hann med 60 matcher den säsongen på nivån A för Lancaster JetHawks i California League och hade ett slaggenomsnitt på 0,258, nio homeruns och 44 RBI:s. Året efter fick han även spela för El Paso Diablos i den högre ligan Texas League (AA) och medverkade totalt i 122 matcher. Slaggenomsnittet var 0,266 och han slog 14 homeruns och hade 79 RBI:s. Han fick efter säsongen ytterligare speltid i Arizona Fall League.
2004 inledde Snyder i Texas League, där han i juni utsågs till månadens spelare i Diamondbacks farmarklubbssystem efter att ha haft ett slaggenomsnitt på 0,388. Han togs ut till all star-matchen i Texas League som spelades samma månad och utsågs till veckans spelare i ligan en vecka i juli då han på fem matcher hade ett slaggenomsnitt på 0,500, gjorde tio poäng, slog sju doubles och en homerun samt hade sex RBI:s. Han spelade 99 matcher i Texas League med ett slaggenomsnitt på 0,301, 15 homeruns och 57 RBI:s. Han var näst bäst i ligan i slugging % (0,520), femte bäst i on-base % (0,389), delat sjätte bäst i doubles (31) och sjunde bäst i slaggenomsnitt och utsågs efter säsongen till ligans all star-lag. Den 21 augusti fick han göra sin debut i MLB för Diamondbacks efter en skada på Koyie Hill, en av moderklubbens catchers. Han slog sin första homerun i MLB i sin tredje match, den 23 augusti mot Pittsburgh Pirates. Snyder spelade 29 matcher i MLB den säsongen med ett slaggenomsnitt på 0,240, fem homeruns och 15 RBI:s. Defensivt brände han sex av 19 spelare som försökte stjäla en bas mot honom (32 %).
I början av 2005 års säsong turades Snyder och Koyie Hill om att vara catcher för Diamondbacks, men i mitten av maj tog Snyder över som förstaval. Den 31 juli i en match mot Chicago Cubs slog han sin första grand slam homerun i MLB-karriären. Sett över hela säsongen spelade han dock sämre än föregående år då han på 115 matcher bara mäktade med ett slaggenomsnitt på 0,202, slog sex homeruns och hade 28 RBI:s. Hans 40 walks var nytt klubbrekord för catchers. Året efter fick han mindre speltid och deltog bara i 61 matcher. Han höjde dock sitt slaggenomsnitt till respektabla 0,277 och hade lika många homeruns som föregående år och fler RBI:s (32).
2007 var Snyder bäst i klubben i juli med ett slaggenomsnitt på 0,326. Efter all star-matchen i början av juli hade han ett slaggenomsnitt på 0,292 med 16 doubles, sex homeruns och 31 RBI:s. Totalt spelade Snyder 110 matcher med ett slaggenomsnitt på 0,252, 13 homeruns och 47 RBI:s. Både antalet homeruns och antalet RBI:s var personliga rekord så långt i MLB-karriären. Med 13 homeruns placerade han sig på delad andra plats i klubbens historia avseende homeruns under en säsong av en catcher, samtidigt som han tangerade sitt eget klubbrekord för catchers med 40 walks. För första gången i MLB spelade han förstabasman och leftfielder. Han brände 18 av 60 löpare som försökte stjäla en bas mot honom och hade en fielding % på fina 0,999. Klubbens pitchers hade en earned run average (ERA) på 3,73 när han var catcher, vilket var fjärde lägst i MLB. Klubben vann 65 matcher och förlorade bara 41 med honom som catcher.
I slutet av juni 2008 skadades Snyder när han oturligt träffades av ett foulslag på ena testikeln. Efter en match för Visalia Oaks i California League kunde Snyder göra comeback efter några veckor. Trots skadan tangerade han sitt personliga rekord med 115 matcher och satte nya med 47 poäng, 22 doubles, 56 walks (nytt klubbrekord för catchers) och, vilket var mindre positivt, 101 strikeouts. Hans slaggenomsnitt var något lågt (0,237), men han satte för andra året i rad personliga rekord i antal homeruns (16) och antal RBI:s (64). Han var delat fjärde bäst bland catchers i National League avseende homeruns och satte också ett nytt klubbrekord för catchers i den kategorin. På den defensiva sidan gjorde han inte en enda error på 847 total chances för en perfekt fielding % på 1,000, och inräknat föregående säsong hade han bara gjort en error på 1 628 total chances. Vidare brände han 22 av 71 löpare som försökte stjäla en bas mot honom (31 %). Efter säsongen belönades han med ett treårskontrakt värt 14,25 miljoner dollar med en möjlighet för klubben att förlänga kontraktet ytterligare en säsong.
Även 2009 hade Snyder problem med skador. Ryggproblem tvingade honom till skadelistan i slutet av juni, och han fick spela några matcher för Visalia i California League och för Reno Aces i Pacific Coast League (AAA) innan han kunde göra comeback. I hans frånvaro hade dock Miguel Montero spelat så bra att han tagit över Snyders roll som ordinarie catcher. Ryggproblemen fortsatte för Snyder och i september tvingades han avbryta säsongen och genomgå en operation. Totalt blev det bara 61 matcher i MLB för Snyder 2009 med ett slaggenomsnitt så lågt som 0,200 (sämst dittills i karriären), sex homeruns och 22 RBI:s. Han fortsatte dock sitt fina defensiva spel och gjorde återigen inte en enda error på hela säsongen; hans senaste error var så långt tillbaka som den 20 augusti 2007, för 197 matcher sedan. Klubbens pitchers hade en ERA på 4,58 när han var catcher.
Snyder gjorde sig till slut skyldig till en error den 6 juni 2010 och antalet matcher i rad utan en error slutade på 240, vilket var tredje bäst bland catchers i MLB:s historia och bara 13 matcher från rekordet. I slutet av juli hade han spelat 65 matcher med ett något förbättrat slaggenomsnitt på 0,231, tio homeruns och 32 RBI:s, när han tillsammans med en annan spelare byttes bort till Pittsburgh Pirates i utbyte mot tre spelare.
Totalt spelade Snyder 556 matcher för Arizona med ett slaggenomsnitt på 0,233, 62 homeruns och 240 RBI:s.

#### Pittsburgh Pirates

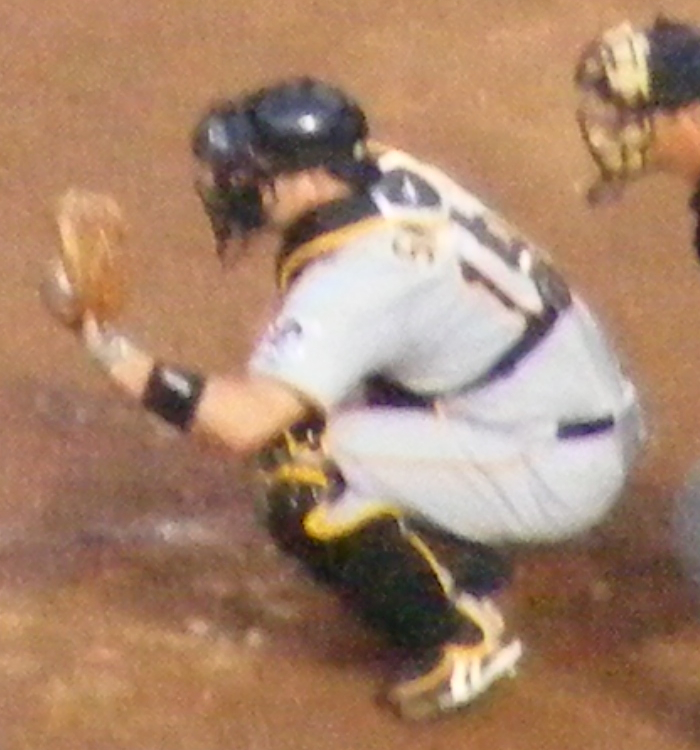
Snyder i Pittsburgh Pirates dräkt 2011.

Under de två månader som var kvar av 2010 års säsong spelade Snyder 40 matcher men hans slaggenomsnitt var uselt, bara 0,169. Han slog fem homeruns och hade 16 RBI:s. Sett över hela säsongen 2010 med Arizona och Pittsburgh spelade Snyder 105 matcher med ett slaggenomsnitt på 0,207, 15 homeruns och 48 RBI:s. Bara tre catchers i National League slog fler homeruns.
Snyder inledde 2011 års säsong på skadelistan, och återigen var det ryggen som besvärade honom. Han tvingades spela några rehabiliteringsmatcher för Bradenton Marauders i Florida State League (A). Efter comebacken spelade han ett par månader, men i början av juni tvingades han till sin andra ryggoperation på mindre än två år. Han kom inte tillbaka i spel den säsongen utan slutade på 34 matcher, ett slaggenomsnitt på 0,271, tre homeruns och 17 RBI:s. Efter säsongen bestämde sig Pirates för att inte utnyttja sin möjlighet att förlänga kontraktet med ett år och Snyder blev därmed free agent.

#### Houston Astros
I januari 2012 skrev Snyder på ett ettårskontrakt med sin barndoms favoritklubb Houston Astros med en möjlighet för båda parter att förlänga kontraktet ett år till. Han fick bara spela 76 matcher och hade ett slaggenomsnitt på låga 0,176, sju homeruns och 24 RBI:s. Efter säsongen blev han free agent igen.

#### Washington Nationals
I februari 2013 skrev Snyder på ett minor league-kontrakt med Washington Nationals och bjöds in till klubbens försäsongsträning. Redan i mitten av mars, innan säsongen börjat, släpptes han dock av klubben.

#### Los Angeles Angels of Anaheim
Omedelbart efter att han släpptes av Nationals skrev Snyder i stället på ett minor league-kontrakt med Los Angeles Angels of Anaheim. Han tog dock inte en plats i Angels spelartrupp utan skickades till Salt Lake Bees i Pacific Coast League, där han spelade 21 matcher med ett slaggenomsnitt så högt som 0,342, sju homeruns och 21 RBI:s. Därefter bytte Angels bort honom till Baltimore Orioles.

#### Baltimore Orioles

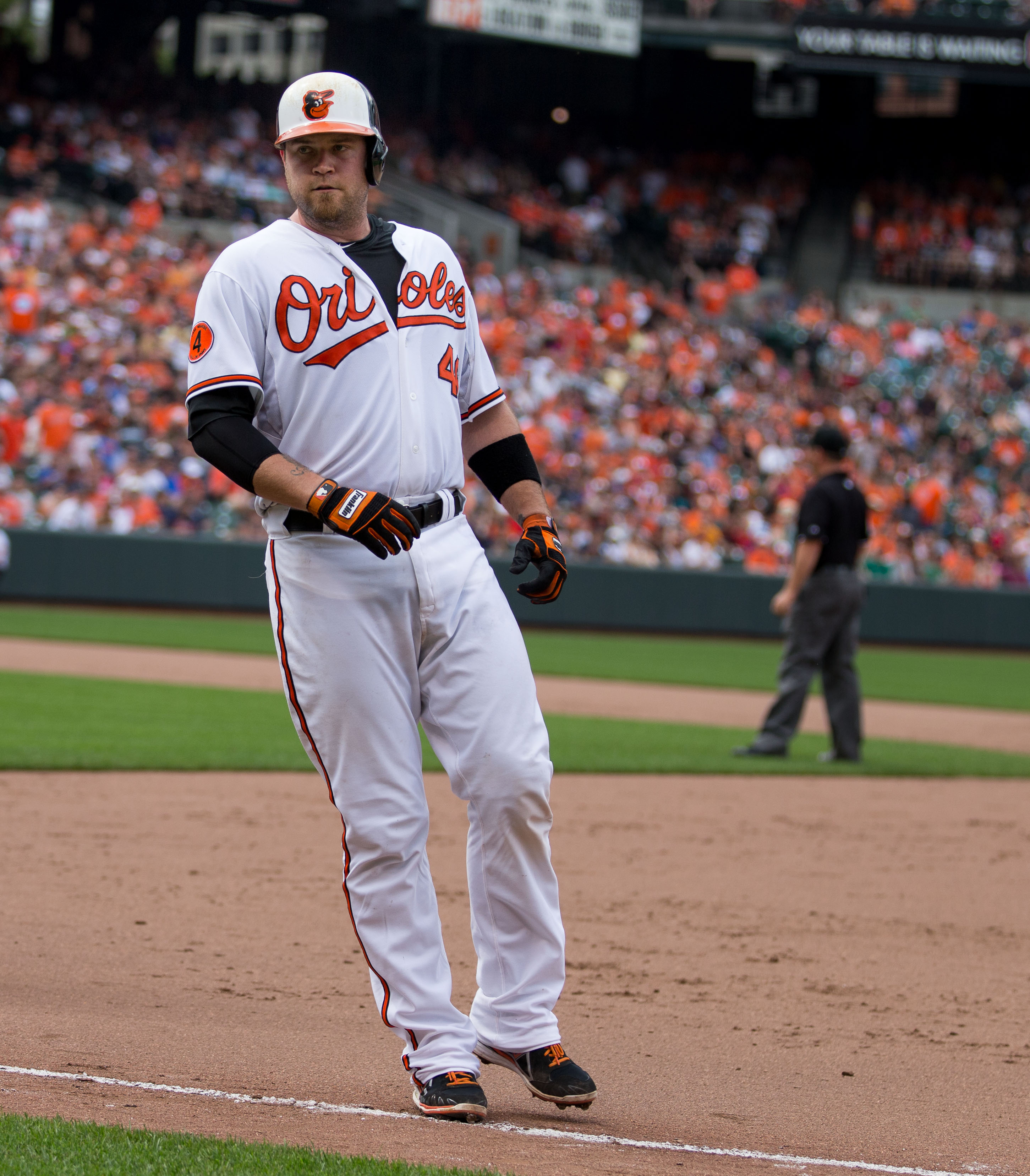
Snyder i Baltimore Orioles dräkt 2013.

Snyder tog direkt en plats i Orioles spelartrupp, men fick begränsat med speltid och efter bara sex matcher skickades han till den högsta farmarklubben Norfolk Tides i International League (AAA) när Taylor Teagarden kom tillbaka från skada. Snyder spelade 52 matcher för Norfolk med ett slaggenomsnitt på 0,243, sex homeruns och 24 RBI:s. I slutet av säsongen hämtades han upp till Orioles och spelade ytterligare tre matcher där. Sammanlagt blev det bara nio matcher i MLB under säsongen med ett slaggenomsnitt på 0,100, inga homeruns och en RBI. Efter säsongen blev Snyder free agent.

#### Washington Nationals igen
I december 2013 skrev Snyder för andra gången på mindre än ett år på för Washington Nationals. Även denna gång var det ett minor league-kontrakt med en inbjudan till klubbens försäsongsträning, men även denna gång släpptes han innan säsongen ens hade börjat.

#### Texas Rangers
Direkt efter att Snyder släpptes av Nationals skrev han på ett minor league-kontrakt med Texas Rangers. Han inledde säsongen för Rangers högsta farmarklubb Round Rock Express, men efter bara sju matcher meddelade Snyder att han avslutade karriären.